# Megafroneta
Megafroneta is een geslacht van spinnen uit de familie hangmatspinnen (Linyphiidae).

## Soorten
De volgende soorten zijn bij het geslacht ingedeeld:
- Megafroneta dugdaleae Blest & Vink, 2002
- Megafroneta elongata Blest, 1979
- Megafroneta gigas Blest, 1979